# Centre de recherche en informatique de Lens
Le Centre de recherche en informatique de Lens (CRIL), fondé en 1994, est un laboratoire de l’université d’Artois situé à Lens et associé au Centre national de la recherche scientifique (CNRS), UMR 8188. Il regroupe une soixantaine de chercheurs, enseignants-chercheurs, doctorants et personnels administratifs et techniques. La thématique de recherche fédératrice du CRIL concerne l'intelligence artificielle symbolique et ses applications.

## Thématiques de recherche du CRIL
Les recherches développées au CRIL concernent la conception de systèmes intelligents autonomes. En fonction des informations disponibles, de tels systèmes doivent être capables de prise de décisions raisonnables afin d’atteindre au mieux leur objectif. Pour ce faire, ils doivent disposer de capacités inférentielles. Les principales difficultés à résoudre pour réaliser de tels systèmes sont d’origines variées. D’abord, les informations disponibles sont usuellement hétérogènes et imparfaites. Elles incluent typiquement connaissances et croyances sur l’état du monde dans lequel le système intelligent évolue (par exemple, les lois physiques du monde mais aussi des informations issues de capteurs plus ou moins fiables), sur les informations que les autres agents intervenant dans ce monde peuvent posséder, des descriptions des actions disponibles et de leurs effets, des préférences des agents. L’imperfection des informations disponibles a plusieurs facettes (qui sont corrélées) : incomplétude, incertitude, incohérence, contextualité, entre autres. Ensuite, les types d’inférence nécessaires à la réalisation d’un comportement dit intelligent sont multiples. Enfin, la concision des langages de représentation utilisés rend souvent l’inférence et la prise de décision calculatoirement intraitables dans le pire des cas. Il importe alors d’identifier les sources de complexité mises en jeu pour les pallier au mieux, en développant une algorithmique la plus efficace possible en pratique ou encore en développant des méthodes de type approximation ou compilation. À cet égard, le CRIL structure ses activités selon deux axes principaux : d’une part, le traitement des informations imparfaites, dynamiques, contextuelles et multi-sources, et d’autre part, l’algorithmique pour l’inférence et la prise de décision.